# Acacia neurophylla
Acacia neurophylla é uma espécie de leguminosa do gênero Acacia, pertencente à família Fabaceae.